# Piedra Chinobre
Piedra Chinobre es un roque o pitón volcánico ubicado en el macizo de Anaga, en la isla de Tenerife —Canarias, España— que alcanza una altitud de 910 m s. n. m. La Piedra Chinobre junto al roque Anambro establecen la frontera sur de la reserva natural integral del Pijaral, y constituyen sendos elementos singularizados del paisaje, de interés científico, geológico y geomorfológico.
Aunque antiguamente se podía acceder a pie por un sendero estrecho y desde él se podía tener una panorámica de todo el macizo de Anaga, su ascenso se ha prohibido debido a que en el ápice del roque, ocupando una pequeña superficie, crece una de las pocas poblaciones de la violeta de Anaga Viola anagae, un endemismo de la isla muy escaso que solo puede ser encontrado en los alrededores de este roque, siendo la cima de éste el único lugar donde es abundante.

## Galería

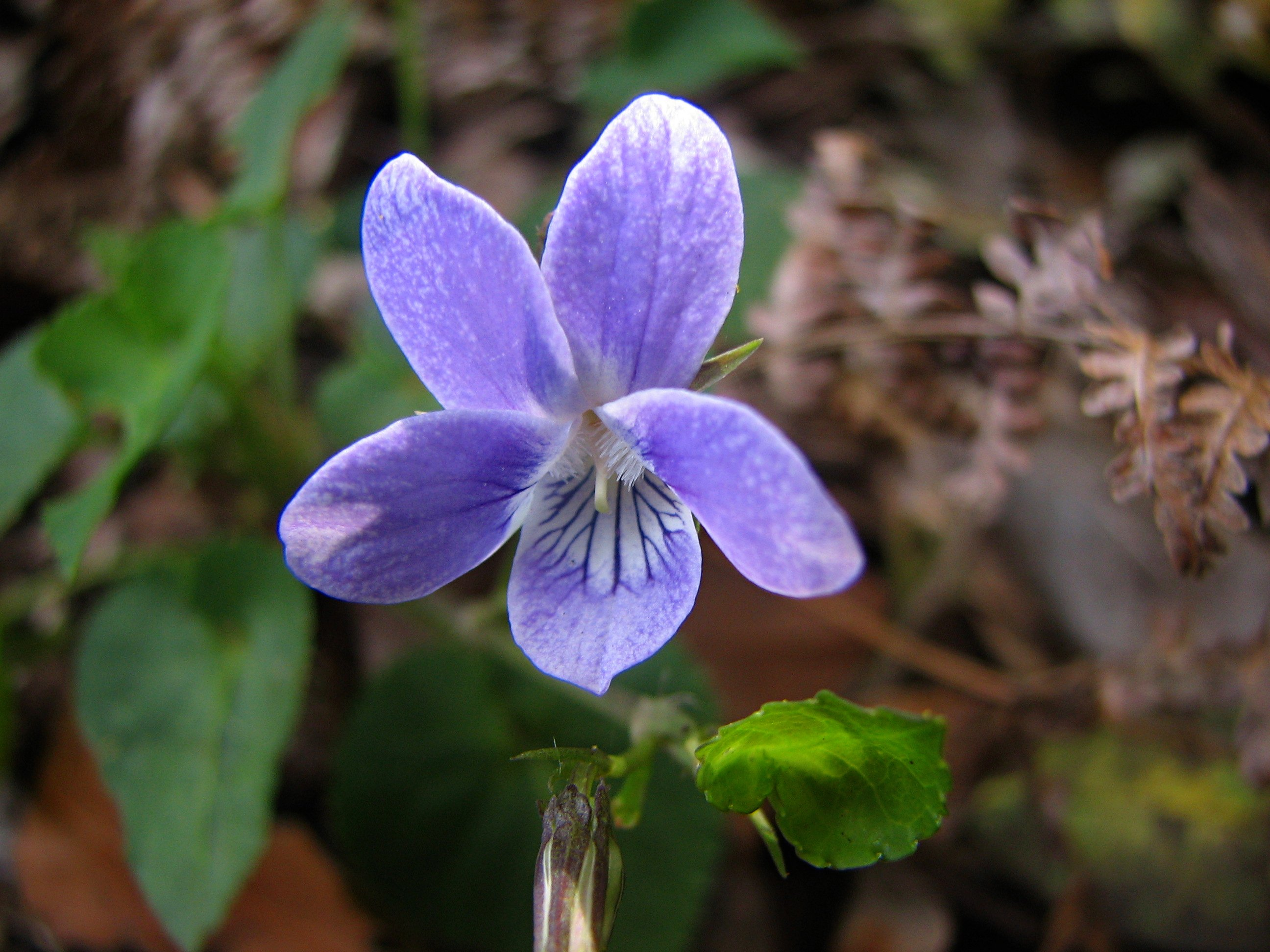
Violeta de Anaga.
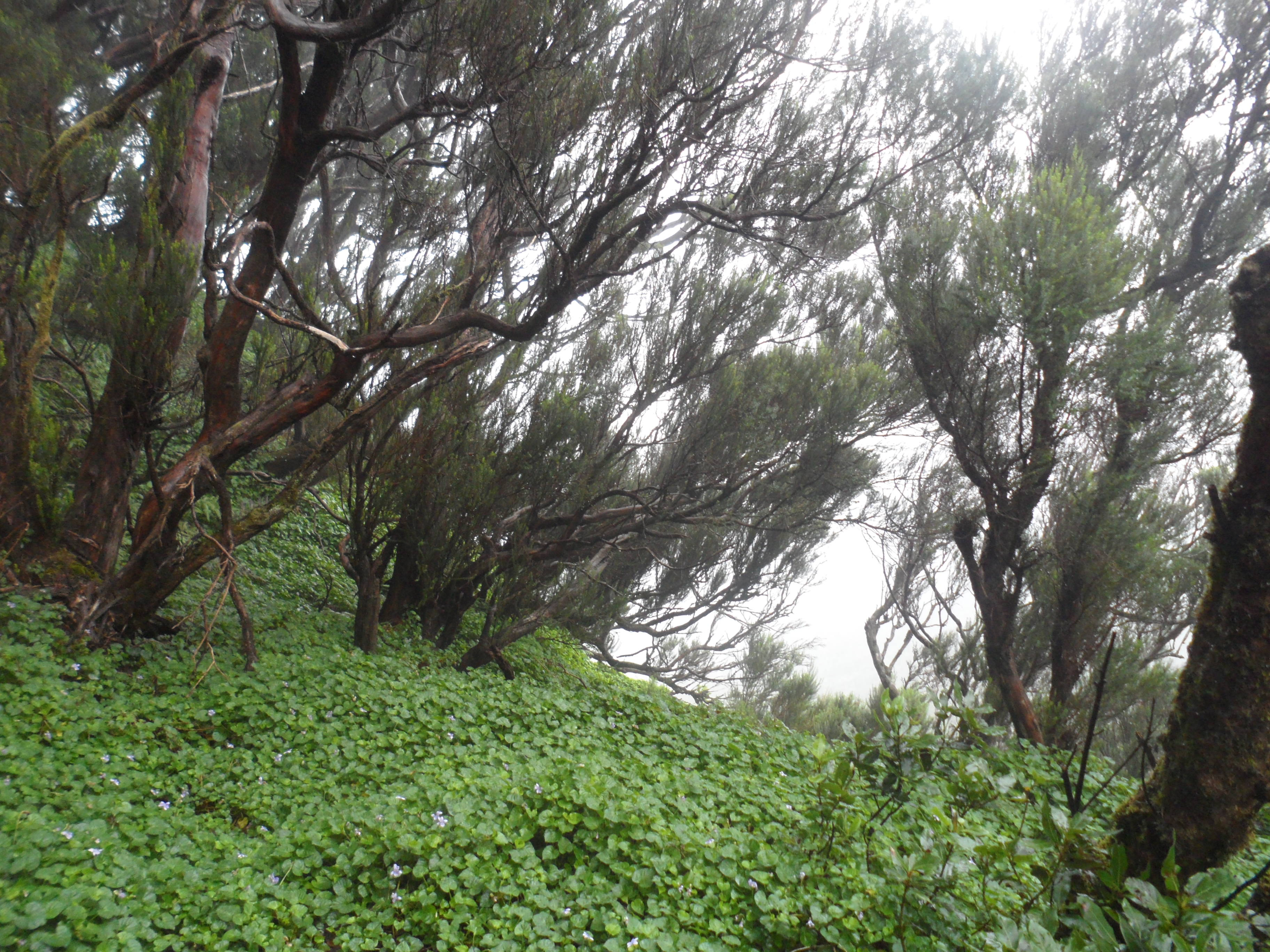
Campo de violetas de Anaga al pie del roque.